# Ulica Piotrkowska

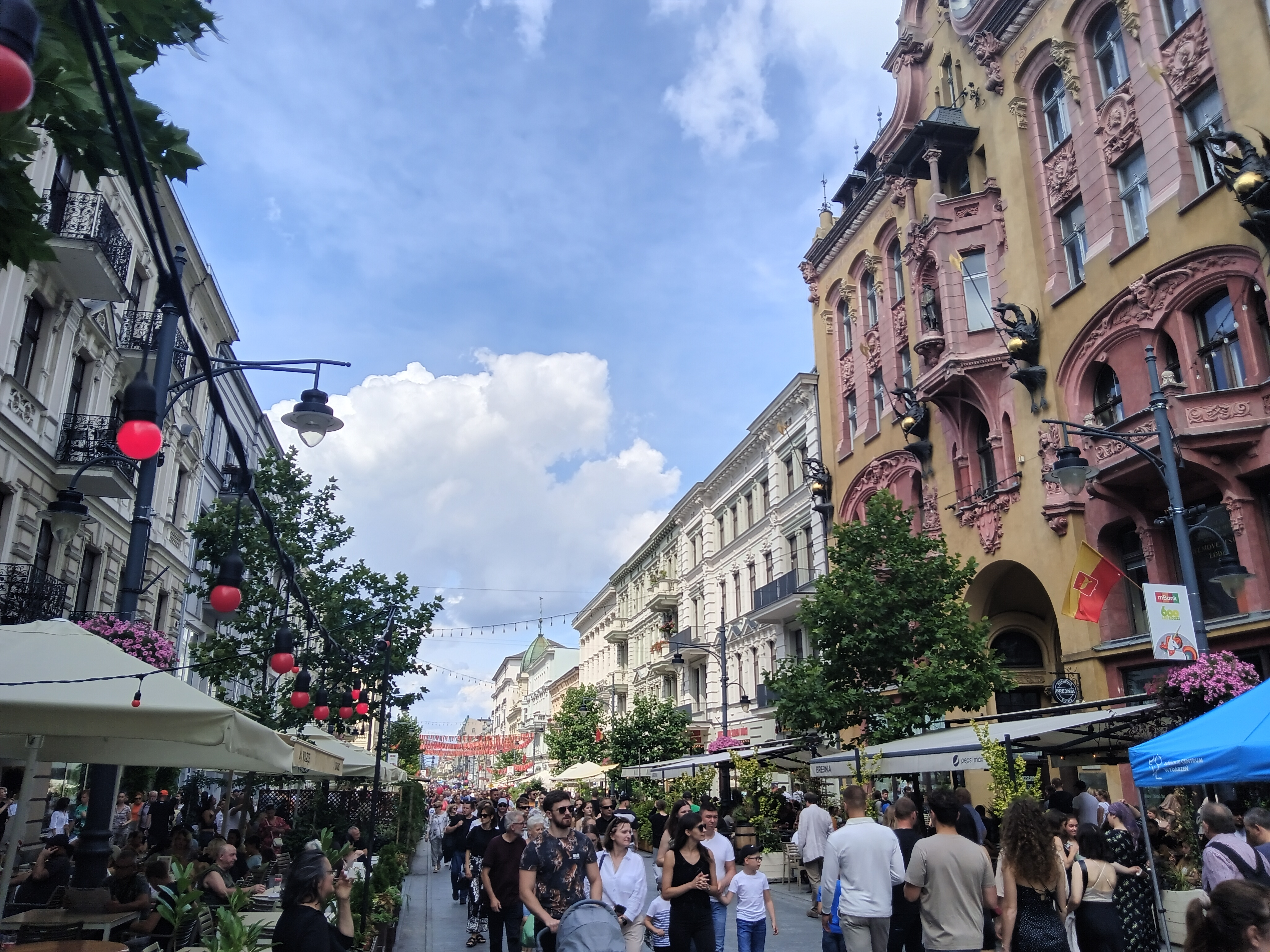
Calle Piotrkowska en Łodź durante las celebraciones del 600 aniversario de la concesión de los derechos de ciudad de Łódź (2023)

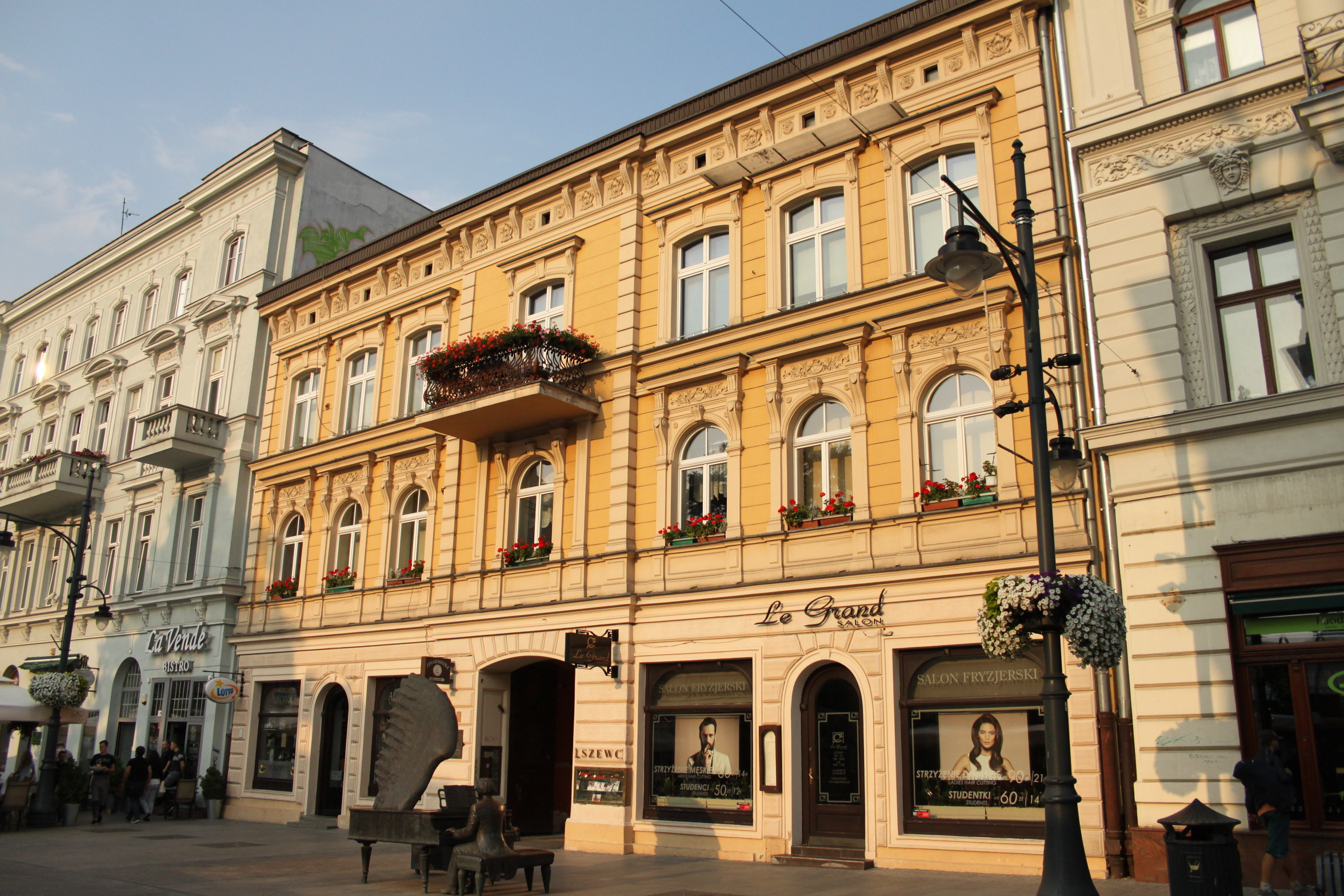
Casas históricas en diferentes estilos arquitectónicos

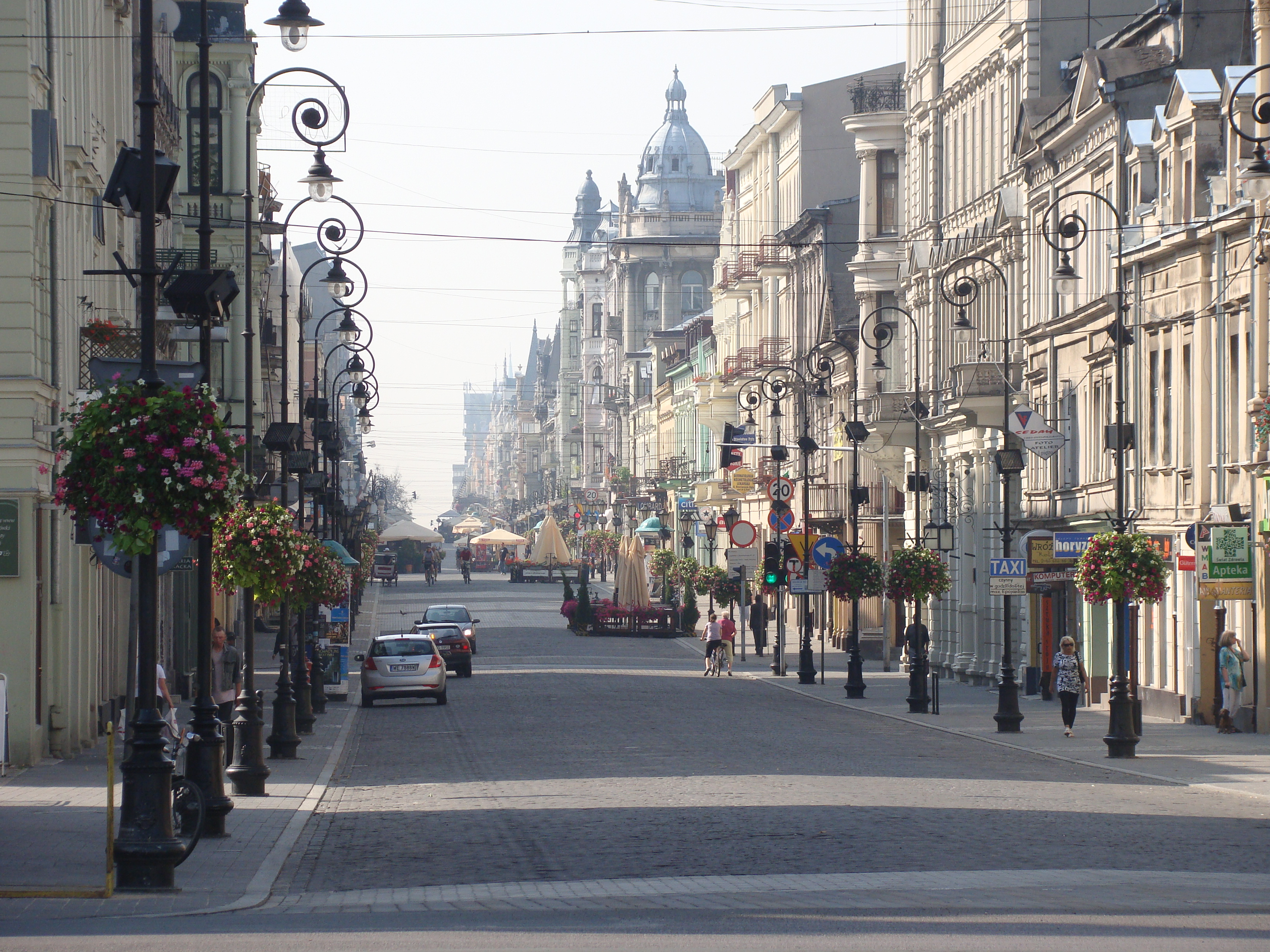
Panorama de Piotrkowska

Ulica Piotrkowska (en español: Calle Piotrkowska) es la calle más importante de la ciudad de Lodz, Polonia y una de las calles de tiendas más largas de Europa, con una longitud de 4,2 km. Es una de las atracciones turísticas más importantes de la ciudad, y discurre en línea recta entre Plac Wolności («Plaza de la Libertad») y Plac Niepodległości («Plaza de la Independencia»).
Desde siempre, esta calle ha sido el eje central de Lodz, alrededor del cual creció, y su evolución dio su forma actual al centro de la ciudad. Al principio, la ciudad surgió a los lados de la carretera, y posteriormente esta se convirtió en el escaparate de la ciudad, el centro de ocio y de tiendas, donde se desarrollaba la vida de la creciente ciudad industrial. La calle se deterioró considerablemente tras la Segunda Guerra Mundial. Solo después de 1990 fue restaurada y se convirtió en una zona peatonal. Tiene una función similar a la de las plazas del mercado del centro histórico de otras ciudades polacas.

## Historia
Originalmente, la actual Ulica Piotrkowska era una carretera que conectaba Piotrków Trybunalski con Zgierz. En esta carretera se situaba un pequeño asentamiento urbano llamado Lodz. En 1821 Rajmund Rembieliński, presidente de la Comisión de la Provincia de Mazovia, tomó algunas medidas para regular el desarrollo urbano de este asentamiento industrial. Se creó un nuevo asentamiento llamado «Ciudad Nueva», situado al sur del «antiguo» Lodz. En el plano del asentamiento, se dibujó la carretera, y a lo largo de ella calles transversales que formaban manzanas de 17,5 a 21 metros de anchura, asignadas a los artesanos textiles. En estas manzanas se construyeron casas, originalmente de una planta, mientras que el resto de la parcela era un jardín para la familia del propietario.

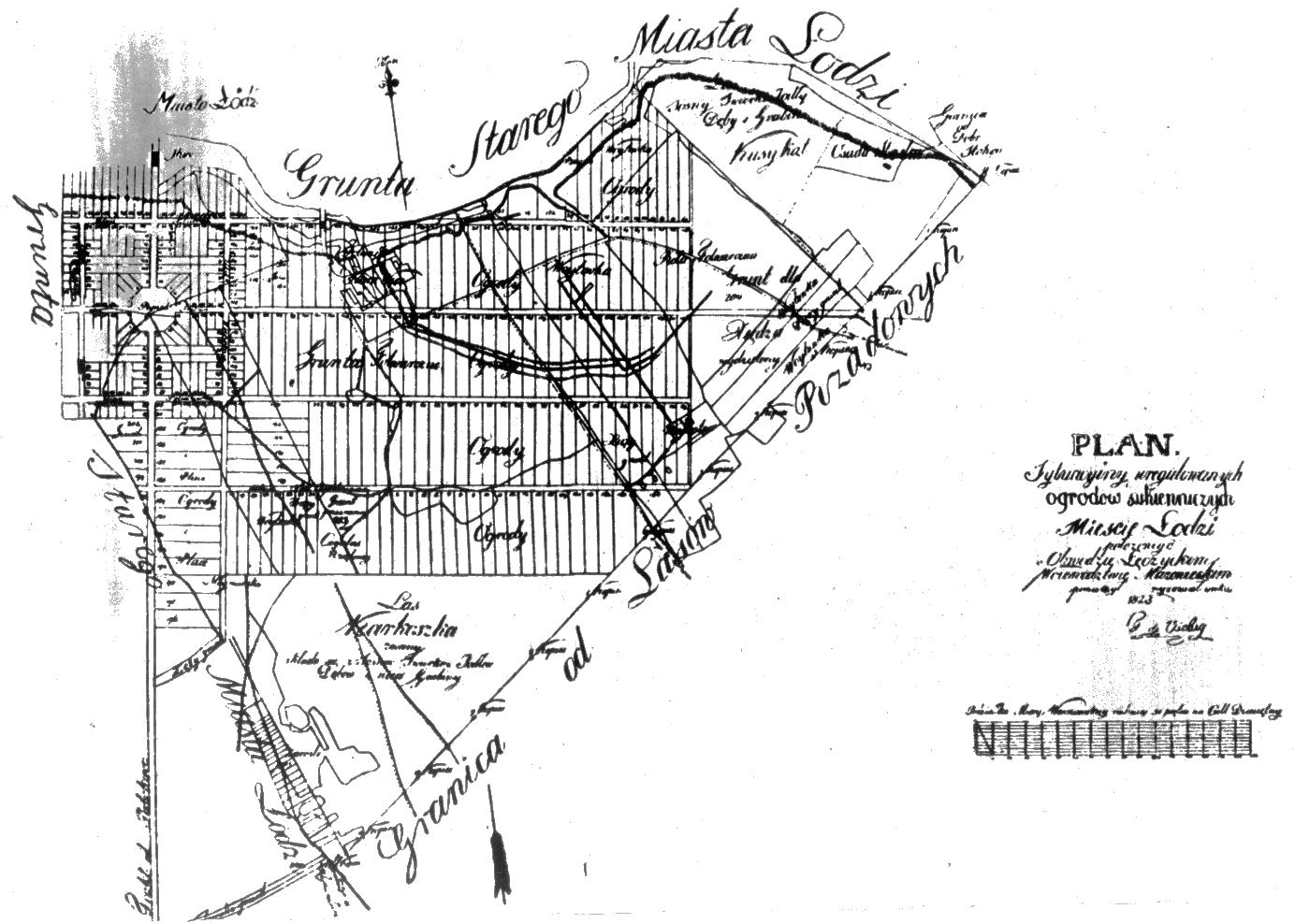
Mapa de la ciudad de 1823.

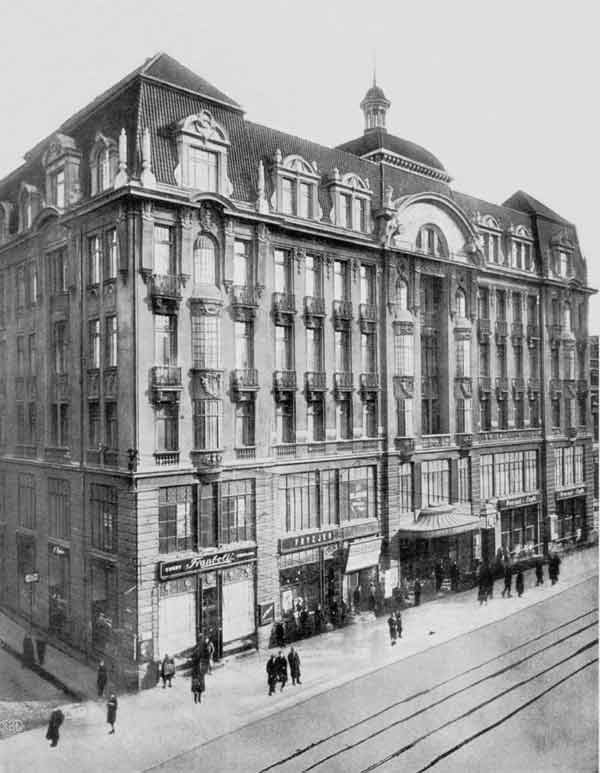
The Grand Hotel, Ulica Piotrkowska 72.

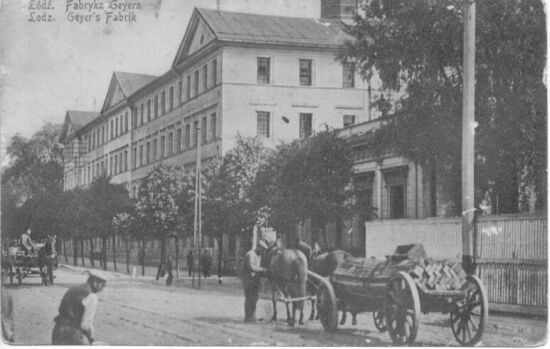
La Fábrica Blanca, Ulica Piotrkowska 282.

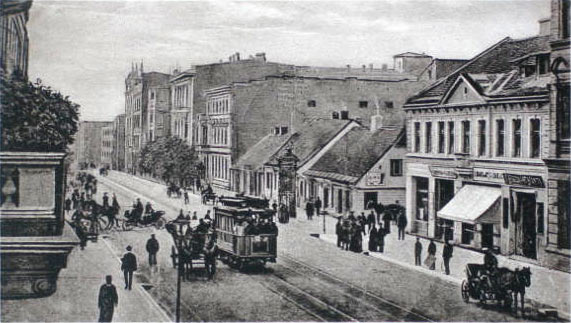
Vista de la calle en 1900.

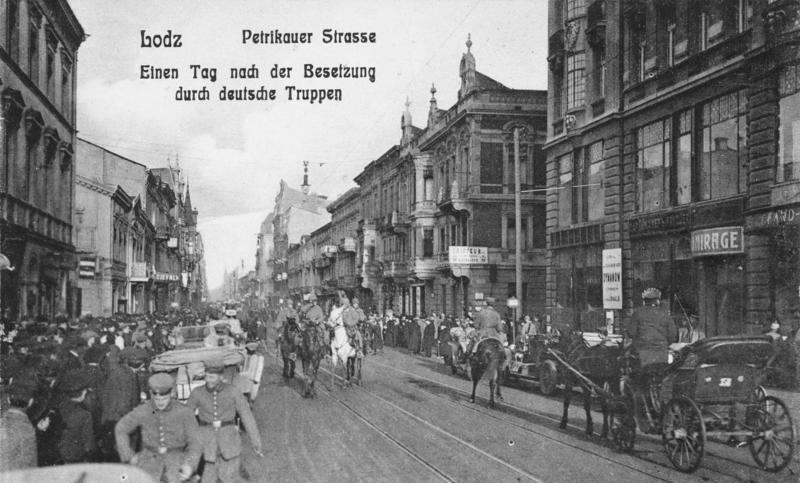
Ulica Piotrkowska en 1914.

En el extremo norte de la calle, se trazó el «Mercado de la Ciudad Nueva» (actual «Plaza de la Libertad»), que estaba al sur del «Mercado de la Ciudad Vieja». Al principio (en torno a 1815), el nombre Ulica Piotrkowska se usaba para designar la parte norte de la calle, que unía los dos mercados, mientras que la parte sur (la actual Ulica Piotrkowska) no tenía ningún nombre. Esto quiere decir que Ulica Piotrkowska era una especie de patio y mercado para la enorme Manufaktura, así como de toda la Ciudad Nueva. El hecho de que Lodz tuviera esta historia es la razón por la cual no desarrolló un centro clásico con una plaza del mercado y organizaciones públicas e instituciones comerciales alrededor, y Ulica Piotrkowska desempeñó este papel.

## Revitalización
Antes de 1990 Ulica Piotrkowska no se distinguía demasiado de otras calles, aunque era la calle más importante de la ciudad. El proyecto de transformarla en una calle peatonal resultó solo en trasladar los tranvías a la actual Aleja Kościuszki. Antes de este cambio esta avenida tenía la función de avenida peatonal. En su centro había una ancha franja verde, que posteriormente se usó para las vías del tranvía. No había suficiente voluntad política para transformar Ulica Piotrkowska en una verdadera calle peatonal, aunque esta idea se planteaba de vez en cuando.
Entre 1945 y 1990 la calle sufrió una degradación gradual. Hasta los años setenta los edificios históricos de la calle no eran considerados monumentos dignos de ser preservados por las autoridades de la época. Varios de ellos fueron demolidos y en su lugar se construyeron edificios de oficinas y centros comerciales, usualmente de Estilo Internacional. En los años ochenta se retiraron algunos elementos decorativos de las fachadas, peligrosos para los transeúntes, a pesar de que ya había empezado la restauración de algunos edificios.
El carácter de la calle no cambió hasta 1990. En este año, Marek Janiak, arquitecto y miembro del grupo artístico Lodz Kaliska, propuso la idea de crear la «Fundación de Ulica Piotrkowska». Su objetivo era revitalizar la calle y transformarla en una zona peatonal. En primer lugar, se peatonalizó el tramo entre Aleja Piłsudskiego y Ulica Tuwima. Se cubrió con adoquines de colores y se equipó con farolas modernas y otros elementos de mobiliario urbano. Esta intervención fue criticada duramente por conservadores de arte e historiadores debido a que no se adaptaba al ambiente general de la calle.
Entre 1993 y 1997 se renovaron y peatonalizaron los siguientes tramos de la calle en dirección norte hacia la Plac Wolności. Fueron pavimentados con adoquines negros que imitaban el pavimiento antiguo y equipados con más elementos de mobiliario urbano. Sin embargo, cada parte tenía un pavimento diferente y un mobiliario urbano de diferente estilo, lo que también fue criticado.
Incluso antes de que se peatonalizara la última parte de la calle, los adoquines de la primera parte estaban notablemente dañados. A partir de 1995, estos adoquines fueron sustituidos gradualmente por otros nuevos, que eran de un color más gris y mucho más resistentes. Esto creó la oportunidad perfecta para realizar el «Monumento al Cambio de Milenio de los Ciudadanos de Lodz».
Junto con el cambio de decoración de la calle, se restauraron los edificios que la rodean. Se trasladaron a ellos algunos pubs, restaurantes, tiendas y cafeterías. Inicialmente solo se restauraron las fachadas principales de los edificios, pero a medida que aumentaba la popularidad de la calle y se alquiló la parte frontal de algunos de los edificios más atractivos, la revitalización alcanzó gradualmente también patios y locales traseros. Actualmente, aunque no todos, la mayor parte de los patios traseros están pavimentados con adoquines y se usan como comercios o restaurantes.

## En la actualidad
En la actualidad Ulica Piotrkowska es la calle principal de la ciudad de Lodz. Aquí, y en los alrededores, se sitúan casi todas las oficinas, bancos, tiendas, restaurantes y pubs más importantes de la ciudad. Aquí se realizan la mayor parte de los eventos, fiestas al aire libre, desfiles y celebraciones oficiales. Piotrkowska, que era llamada por mucha gente Bigel hace algún tiempo, ahora se denomina con más frecuencia Pietryna. Es el centro cultural, político, comercial y empresarial de Lodz.
Entre Ulica Tuwima y Ulica Nawrot está el «Monumento al Cambio de Milenio de los Ciudadanos de Lodz», que cubre una parte de Ulica Piotrkowska y se compone de adoquines con nombres de ciudadanos de Lodz. Es probablemente el único monumento de este tipo del mundo, y tiene un total de 13 454 adoquines.
En 2002 se construyó un gran centro comercial llamado Galeria Łódzka junto a Ulica Piotrkowska. Esto hizo que muchas tiendas de la calle se trasladaran a este centro comercial, y esta es la razón por la que se podían observar tiendas vacías, pero pasado aproximadamente un año los espacios vacíos empezaron a ocuparse de nuevo. Un proceso similar se está produciendo después de que en 2006 se construyera otro centro comercial, Manufaktura, cerca del extremo norte de la calle.
La parte norte de la calle está peatonalizada, aunque se permite que vehículos de emergencias y seguridad la recorran. La anchura de la calle oscila entre 17 y 26 metros y tiene una longitud de 4,2 km.

## Galería de imágenes

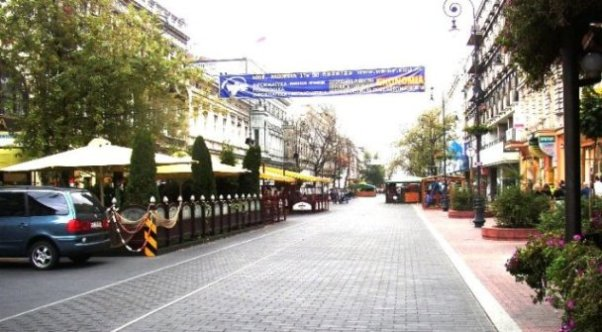
Ulica Piotrkowska.
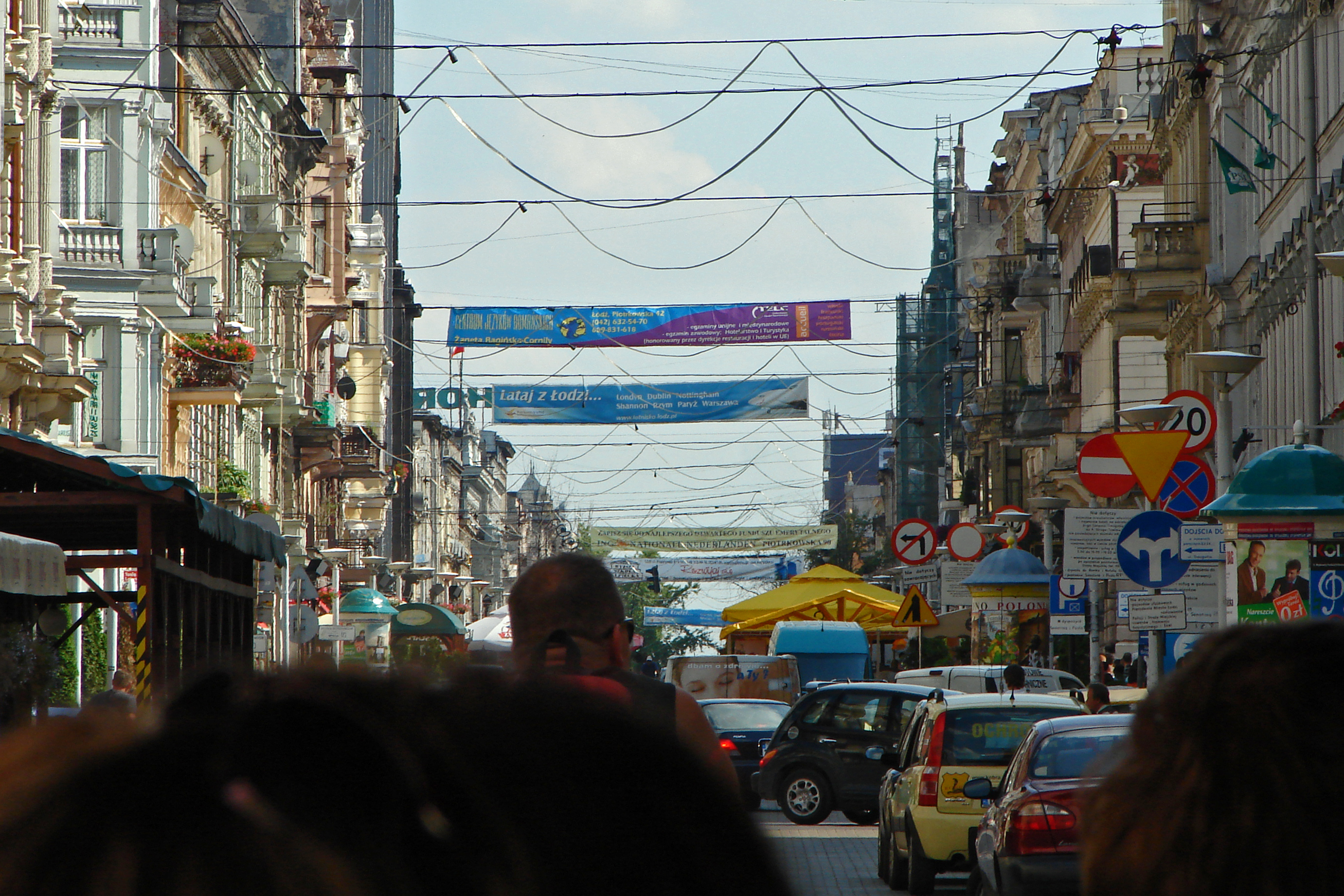
Ulica Piotrkowska.
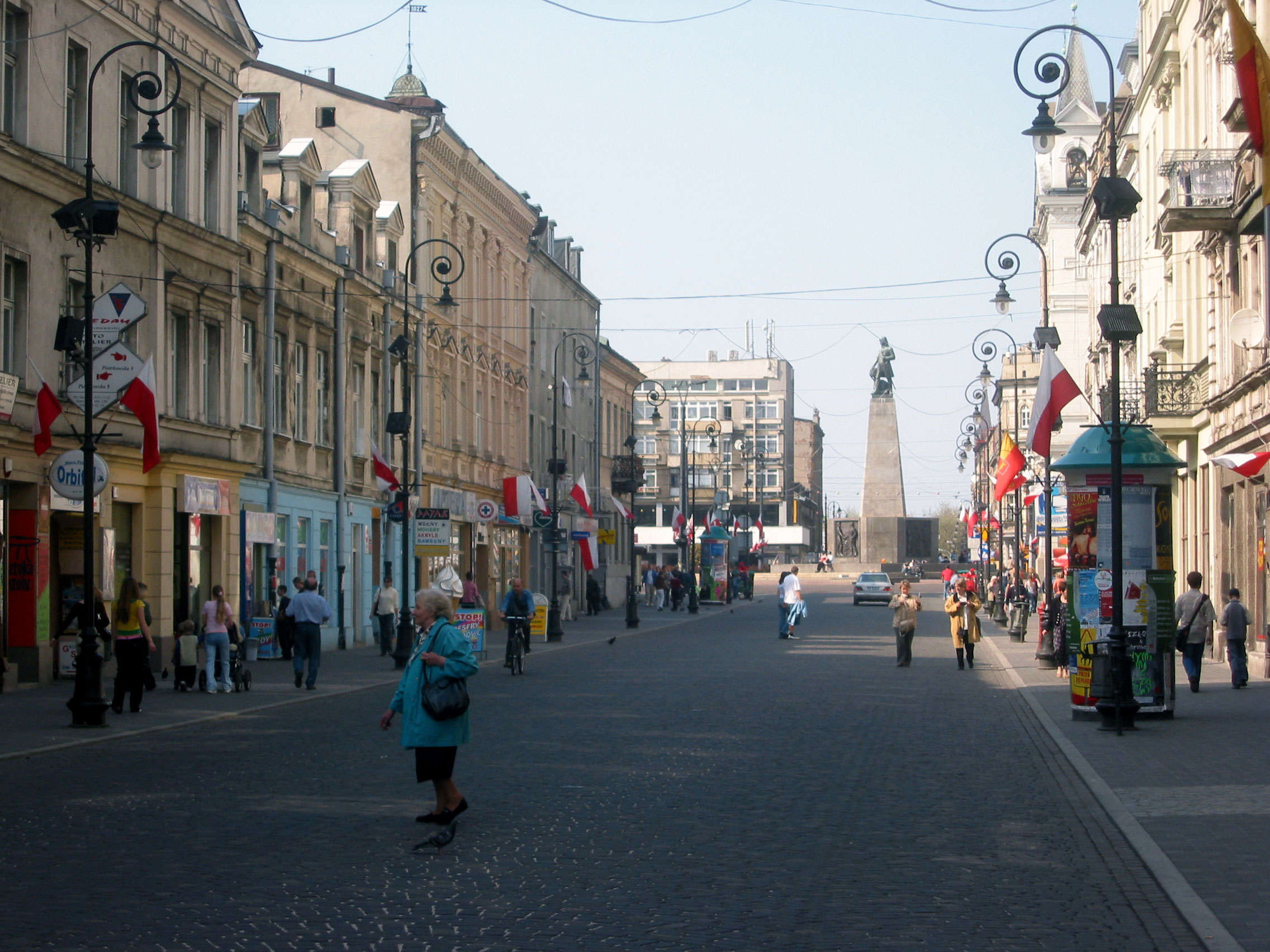
Plac Wolności.
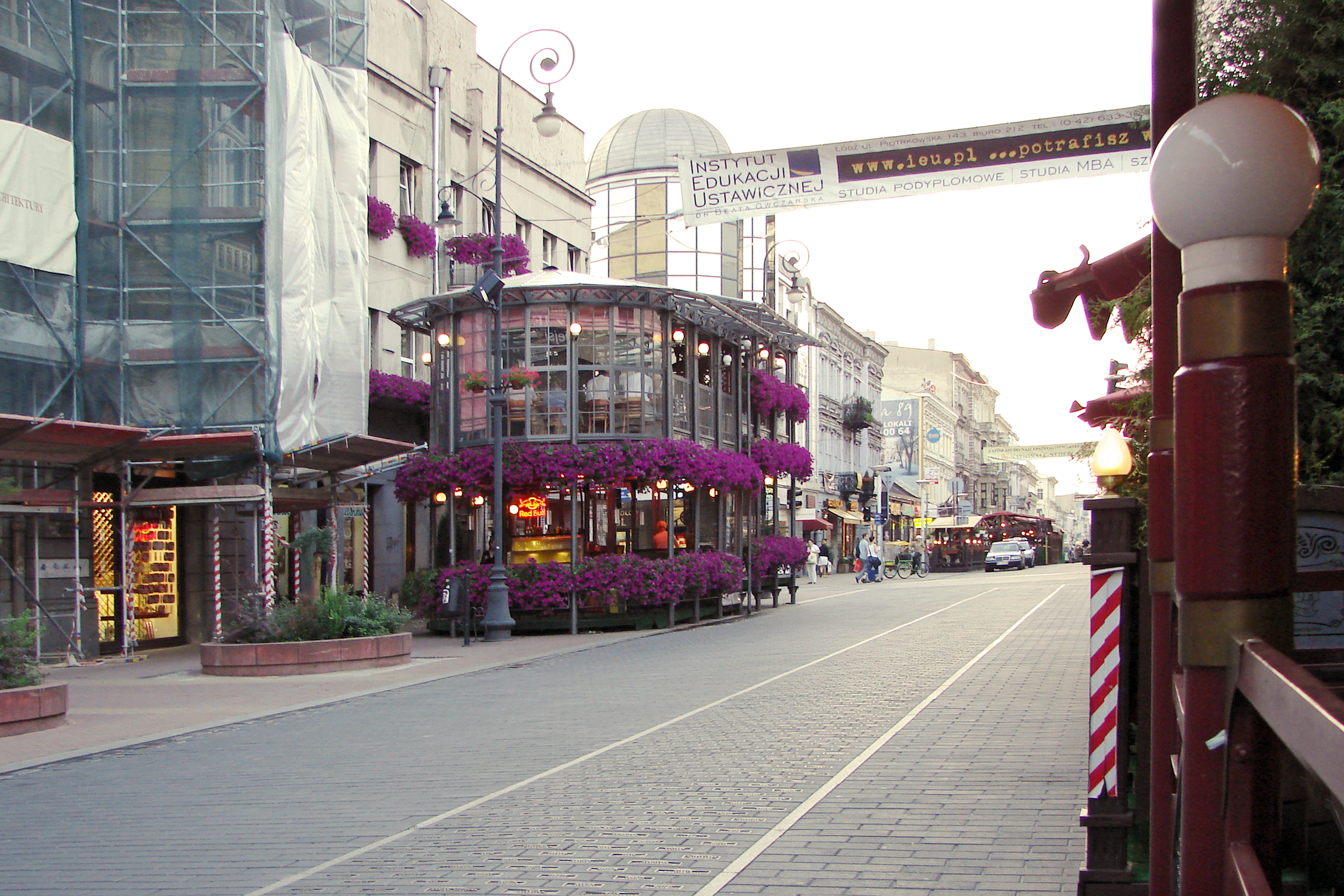
Ulica Piotrkowska cerca de Ulica Andrzeja Struga.
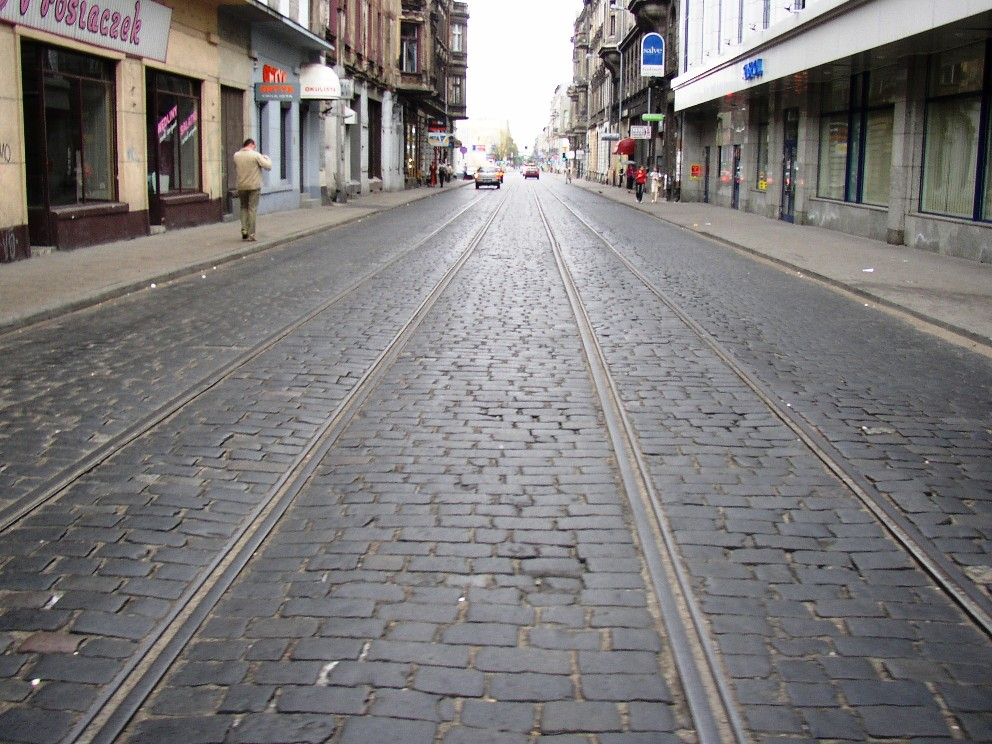
Una calle lateral de Piotrkowska.
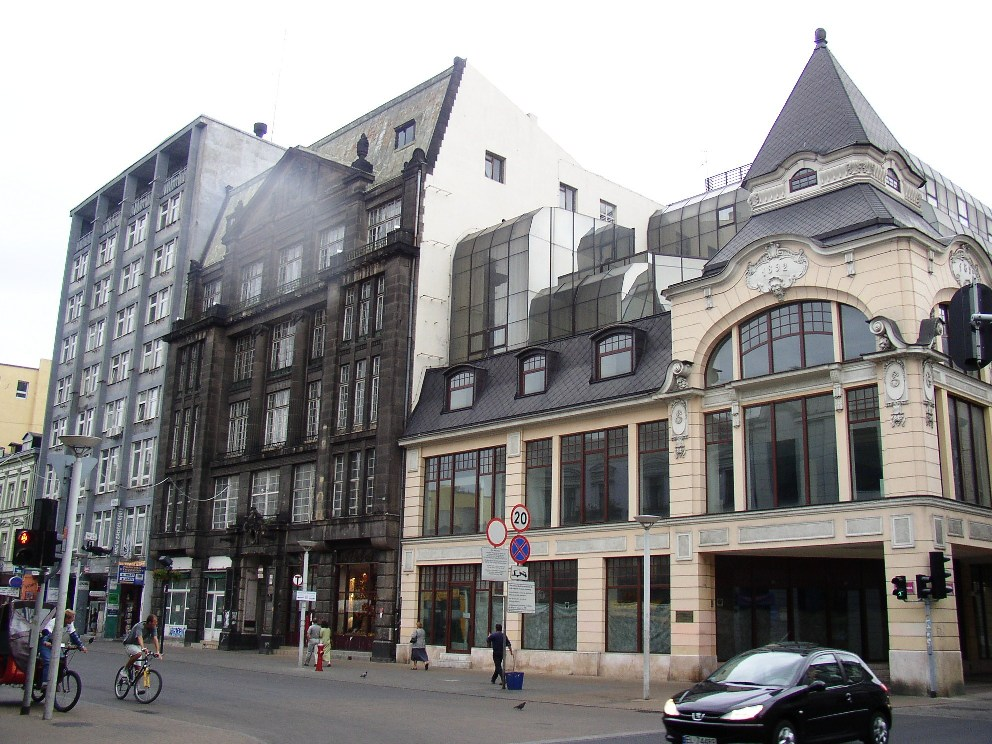
Diversidad de edificios.
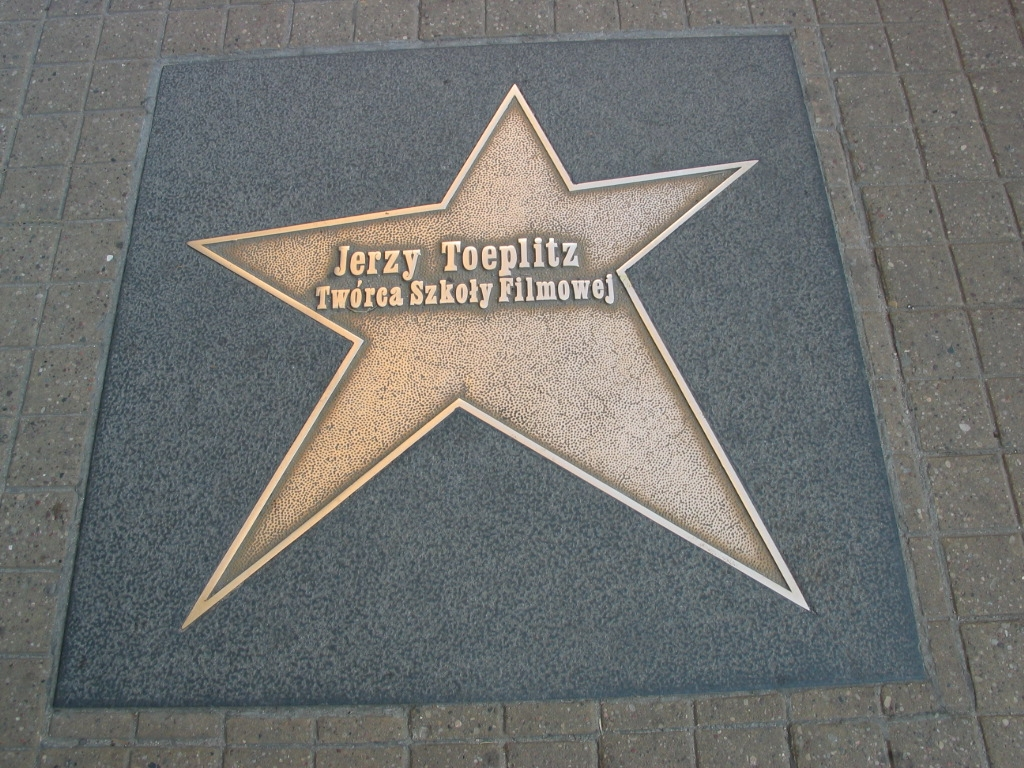
La Ulica Piotrkowska también es conocida como el «Paseo de la Fama de Lodz».
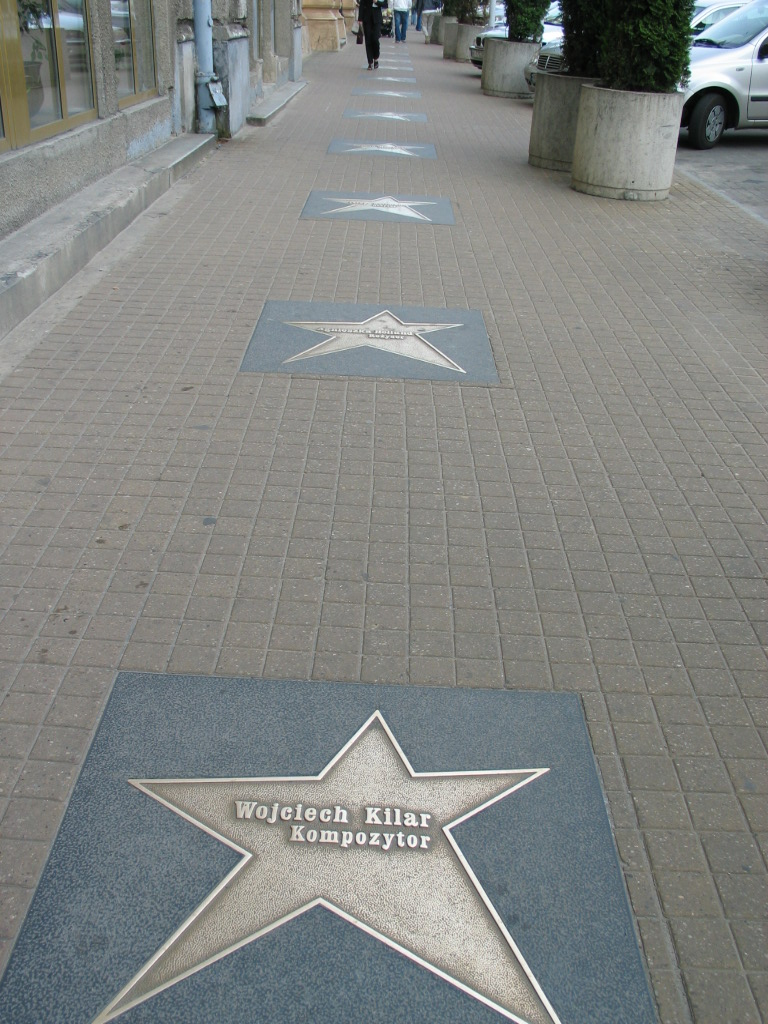
El «Paseo de la Fama».
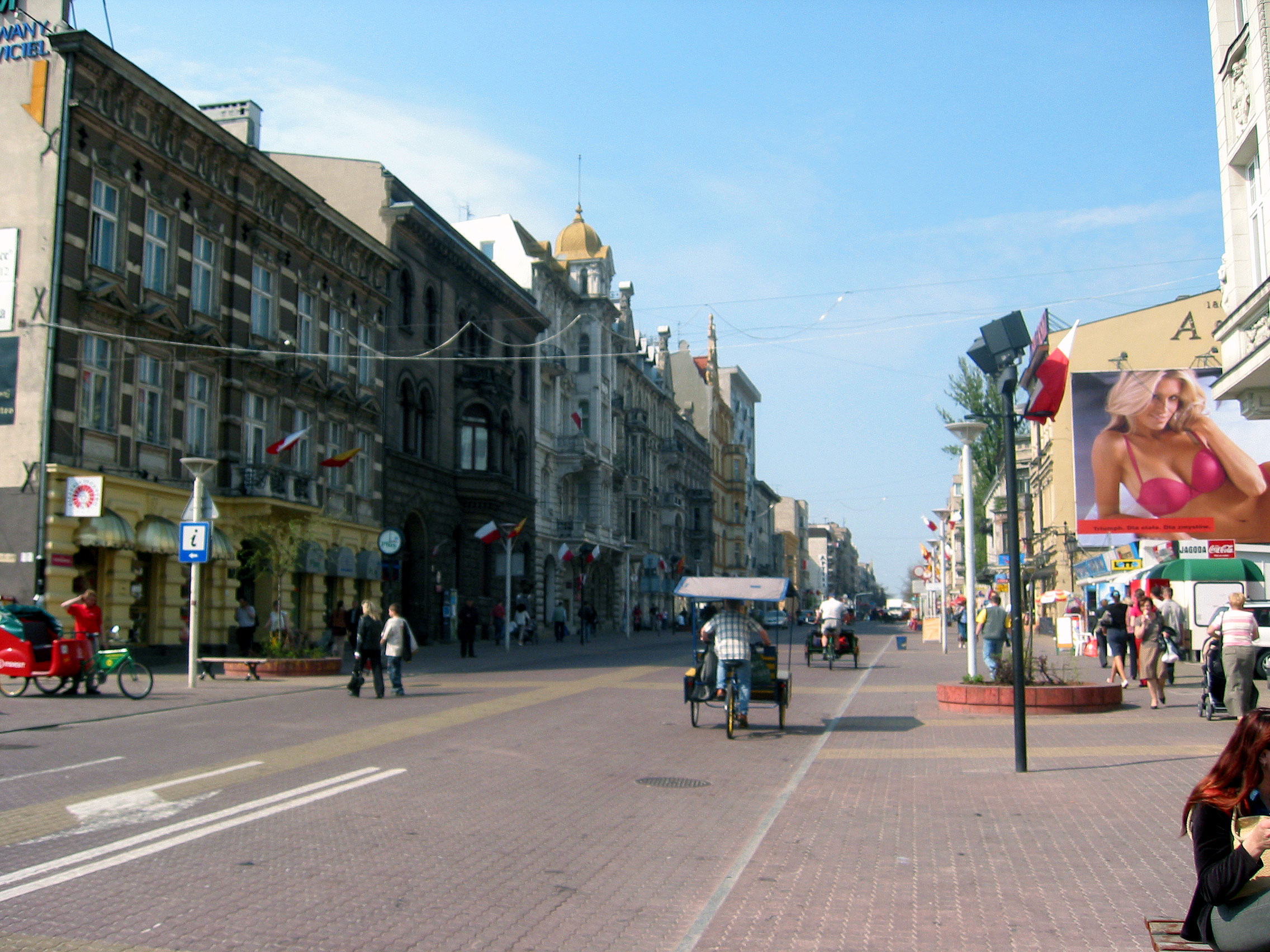
Rikshas.
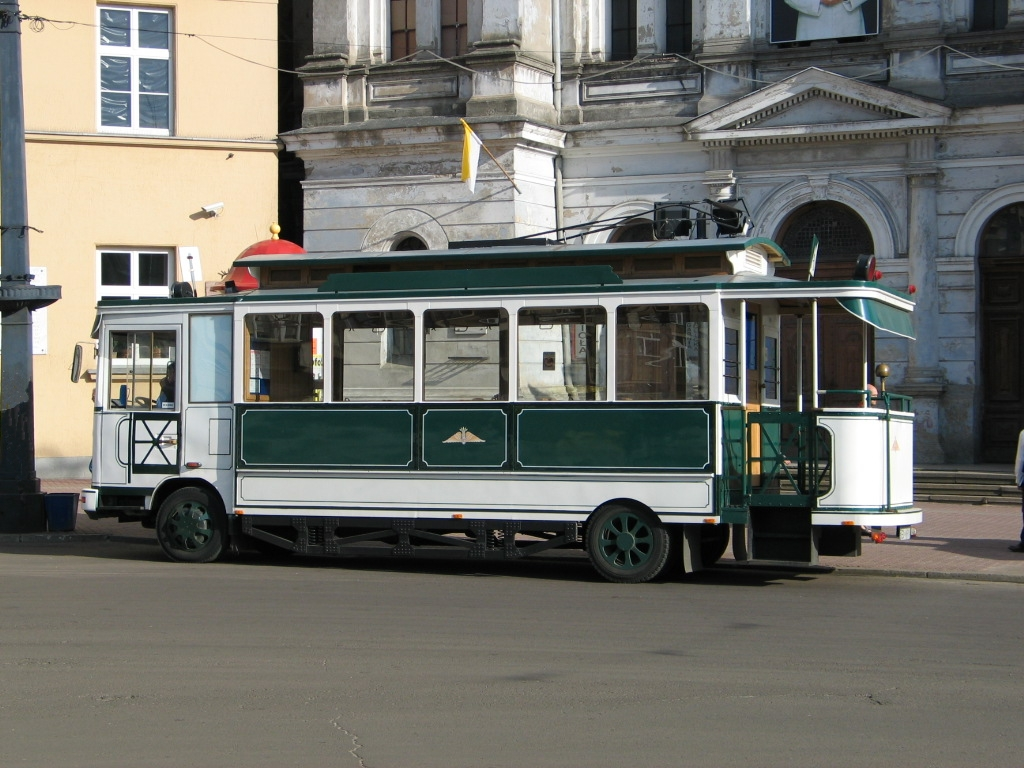
Un autobús turístico.
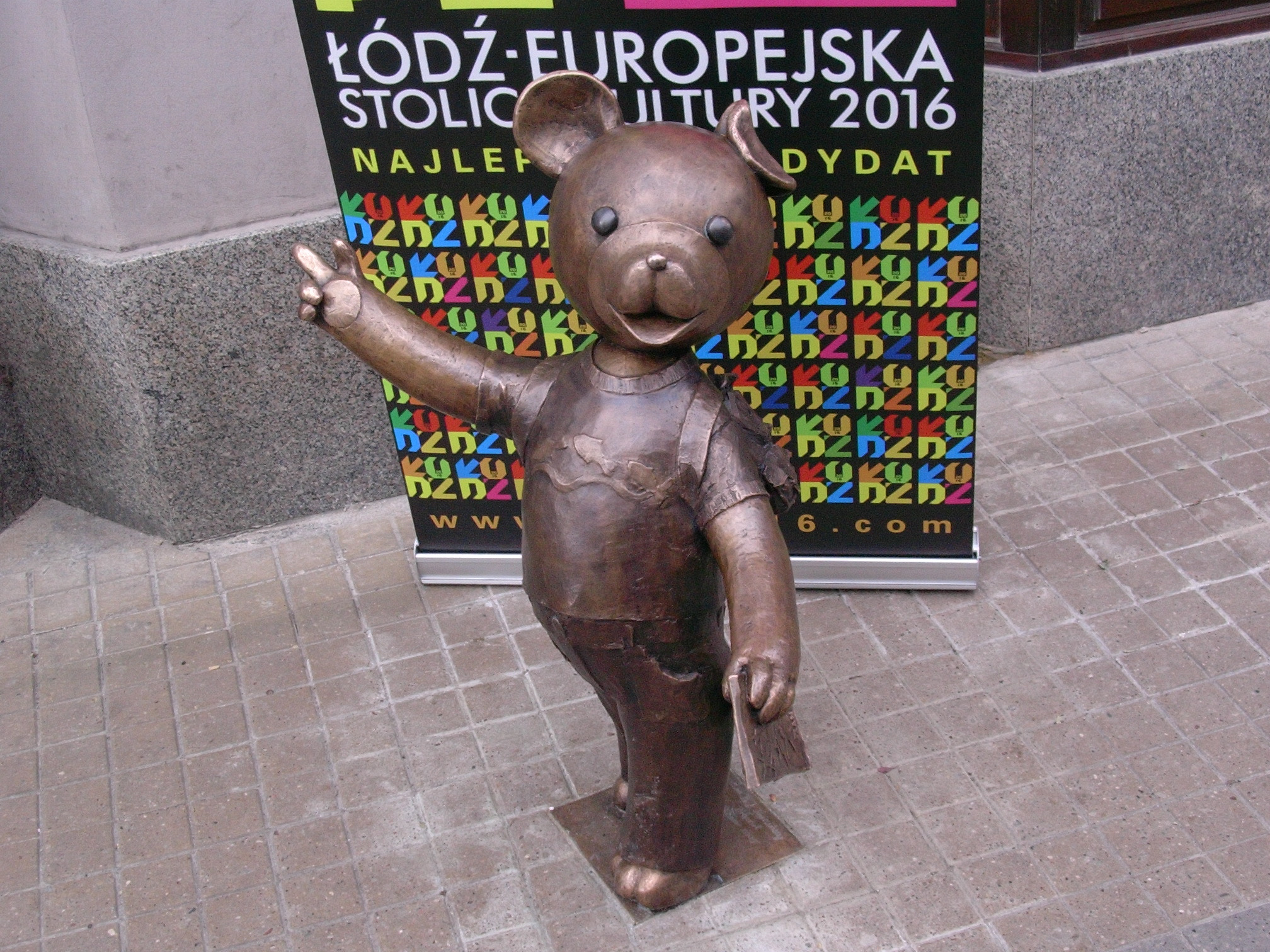
La escultura de Miś Uszatek (Ulica Piotrkowska 87).
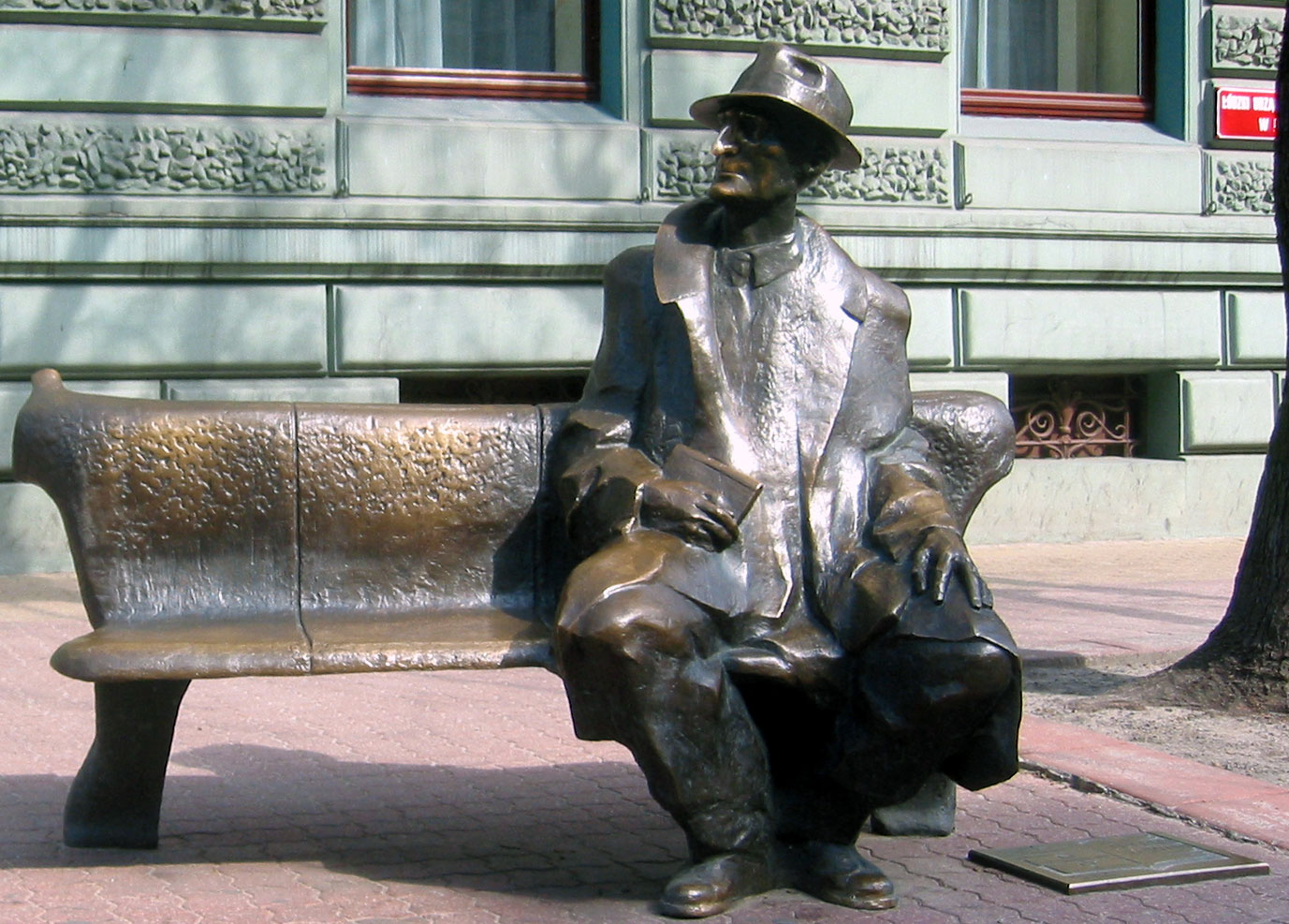
Monumento de Julian Tuwim.
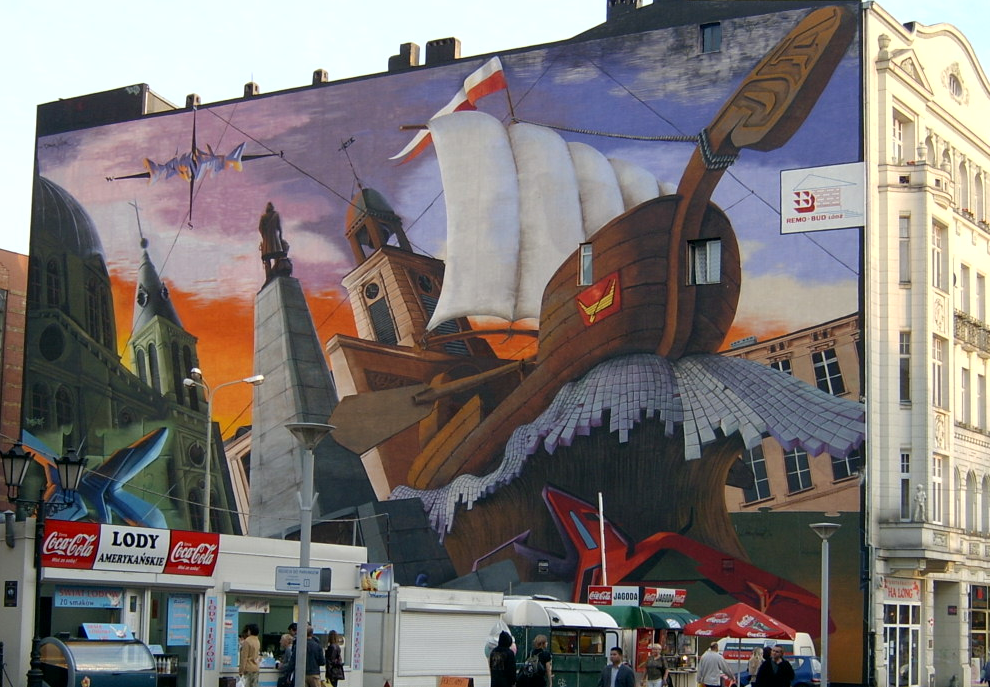
Mural.
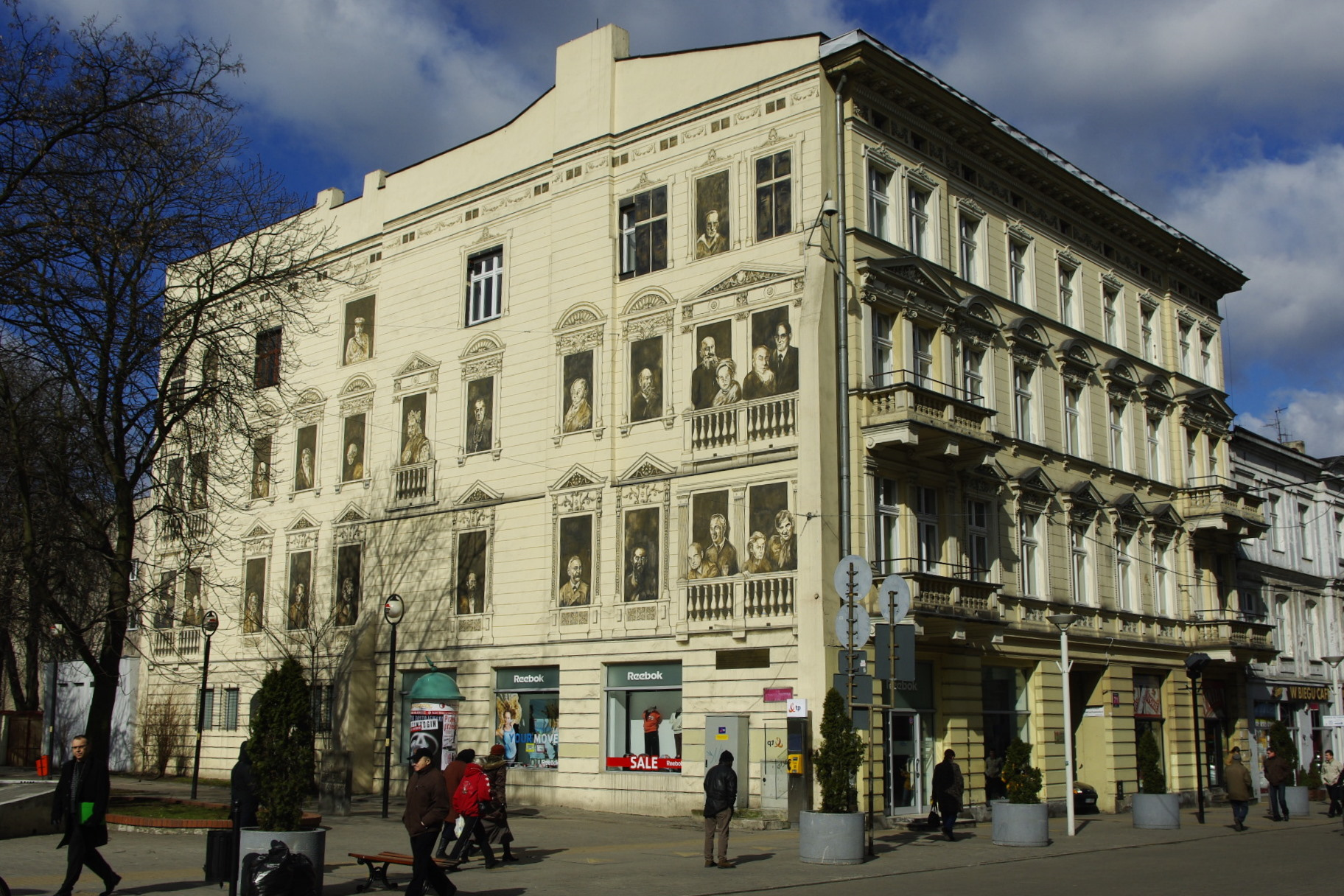
Fresco.